# プロキシマ・ケンタウリd
プロキシマ・ケンタウリd（英語: Proxima Centauri d）またはプロキシマd（英語: Proxima d）とは、地球からケンタウルス座の方向に約4.2光年離れた、太陽以外で最も地球に近い恒星として知られている プロキシマ・ケンタウリ の周りを公転している太陽系外惑星である。

## 発見
プロキシマ・ケンタウリの周囲を公転している惑星としては、2016年にプロキシマ・ケンタウリb、2019年にはプロキシマ・ケンタウリcがすでに発見されていたが、2020年5月にヨーロッパ南天天文台 (ESO) の超大型望遠鏡VLTに搭載されているESPRESSO分光器を用いてプロキシマ・ケンタウリbの観測を行った際、原因がはっきりとしなかった振幅がわずか 40 cm/s のプロキシマ・ケンタウリの視線速度の変化が示された。これが惑星による信号である場合、下限質量が地球質量の0.29 ± 0.08倍となる惑星である可能性があると考えられ、この惑星候補はプロキシマ・ケンタウリdと呼称された。低質量の赤色矮星には複数の惑星が周囲を公転している傾向が高く、それほど驚くことではない。なお、この信号については惑星が原因だという事は確認されていないが、二次検出も行われている。存在する可能性が指摘された約2年後の2022年2月、ヨーロッパ南天天文台は、VLTによる追加観測によってこの惑星候補プロキシマ・ケンタウリdの存在が確認されたと正式に発表し、同日にその研究論文が公表された。しかし、この研究ではラ・シヤ天文台の高精度視線速度系外惑星探査装置 (HARPS) による測定では、観測された視線速度信号が実際にプロキシマ・ケンタウリdに起因しているということの有意水準は 2σ（約95%）に留まっており、NASA Exoplanet Archiveではしばらく惑星候補として扱われていた。そして2025年にESO 3.6 m 望遠鏡に搭載されている NIRPS 分光器を用いて観測を行った研究チームも独立してプロキシマ・ケンタウリdによって生じている視線速度の変化が検出されたと発表された。この発表を受けて、NASA Exoplanet Archive でもプロキシマ・ケンタウリdを確認済みの太陽系外惑星に位置付けした。

## 特性

プロキシマ・ケンタウリを公転する3つの惑星の軌道

プロキシマ・ケンタウリdの火星や水星に近い下限質量は 0.26 M⊕ しかなく、それまでにドップラー分光法（視線速度法）によって発見されたものとしては最も質量が小さな太陽系外惑星である。主星のプロキシマ・ケンタウリの自転軸が地球から 47 ± 7 度傾いていることを考慮して、プロキシマ・ケンタウリdの地球から観測した際の軌道傾斜角が47度であると仮定すると、質量は 0.357 ± 0.072 M⊕ となる。プロキシマ・ケンタウリdが主星の手前を通過（トランジット）する事は知られていないが、主星の半径が小さいため、通過を起こす確率は最大でも 2% と推定されている。
プロキシマ・ケンタウリからの軌道長半径は約 0.029 au（約430万 km）で、約5.15日という短い公転周期で軌道を公転している。主星からは非常に近い位置に存在していることになるが、主星のプロキシマ・ケンタウリがM型主系列星いわゆる赤色矮星であるため、ボンドアルベドを 0.3 と仮定した時の表面の平衡温度（大気の影響を無視した温度）は 282 K（9 ℃）と計算されている。半径は知られていないが、惑星や主星の特性を使って半径を求めるモデルを用いると、0.81 R⊕ になると推定されている。